# 松平好景
松平 好景（まつだいら よしかげ）は、戦国時代の武将。又八郎、大炊助と称す。深溝松平家2代。三河国額田郡深溝城主（愛知県額田郡幸田町深溝）。

## 略歴
初代当主・松平忠定の子として誕生。
松平宗家代々に仕える。永禄3年（1560年）の桶狭間の戦いでは松平元康（徳川家康）に従い、大高城撤退で殿軍を務める。元康の三河平定のため、永禄4年（1561年）、中島城（愛知県岡崎市中島町）主・板倉重定を攻めて落城させ、戦後、戦功により中島城を与えられ、嫡男・伊忠を入れた。同年4月15日、東条城の吉良義昭が酒井忠尚の守る上野上村城（豊田市上郷町）を急襲したため、元康の命により、伊忠を援軍に向かわせる。しかし、今度は手薄となった中島城を攻められ、深溝城にいた好景は一族郎党50騎ばかりの兵で向かい、中島城に入るが、それを吉良義昭方は中島の町裏に300人余の兵で待ち伏せた。好景は名の知れた勇士で、力戦奮闘して逃げる敵を深追いし、幡豆郡永良（西尾市下永良町）の善明堤近くで縦横に奮戦していたときに、馬の腹帯が切れて鞍が動き、馬から飛び降りたところを尾関修理の矢が当たって深手を負い、山岡薬医に首を切られて討死した（善明堤の戦い）。享年44。弟の定政、定清、好之、景行や家臣・板倉好重（勝重の父）らも共に討死した。

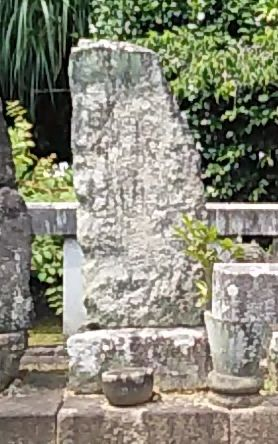
松平好景の墓(幸田町本光寺)

墓所は深溝松平家の菩提寺・瑞雲山本光寺。法名は「光真院殿弧峯源秀大居士」。好景の討死した地（西尾市下永良町鎮守）には、松平好景戦死之地入口の石碑と顕彰碑（継植松碑）がある。また、向野墓所（旧本光寺、額田郡幸田町深溝）には、父・忠定の首塚（源元公墳松）と好景の首塚（源昭公墳松）が並んであり、彼の首が埋められていると考えられる。
なお、没年については弘治2年（1556年）説もある（『家忠日記』天正6年（1578年）3月4日条）。

## 系譜
- 父：松平忠定
- 母：松平親長の娘
- 妻：松平清定の娘（梵光院殿朝月貞音大姉）
  - 男子：松平伊忠 (1537-1575)
- 生母不明の子女
  - 男子：松平親定－與五左衛門
  - 女子：小笠原安次室
  - 女子：松平信一継室
  - 女子：松平清宗室